# Comanches

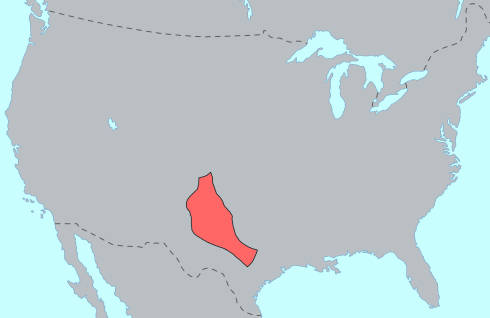
Distribuição dos Comanches antes do contato com os europeus.

Os comanches são um grupo étnico nativo americano cujo território (a Comancheria) consistia dos atuais estados americanos do Oklahoma, do leste do Novo México, do sul do Colorado, do Kansas, e da maior parte do noroeste do Texas. Eram originalmente coletores-caçadores, com uma cultura típica dos Índios das Planícies; chegaram a existir até 45.000 comanches, no fim do século XVIII; hoje em dia, a Nação Comanche consiste de aproximadamente 14.105 membros, cerca de metade dos quais vivem no Oklahoma (concentrados em Lawton), e o restante se espalha pelo Texas, pela Califórnia, e Novo México.
Os comanches falam uma língua uto-asteca classificada como um dialeto do shoshone, o comanche.

## Nome
Embora existam diversos relatos sobre a origem do nome comanche, geralmente há um consenso de que ele teria vindo, a partir do espanhol, do antigo termo ute *[kɨ.ˈman.ʧi] - no ute meridional moderno [kɨ.ˈmaː.ʧi̥] - "inimigo", "estrangeiro". O nome utilizado pelos próprios comanches para se referir a si próprios é Numunuu, que significa "o Povo".

## História

### Origens

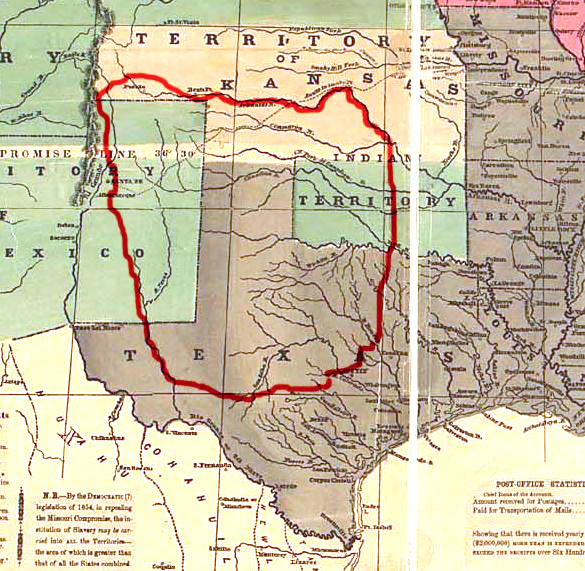
A Comancheria em 1740-1850.

Os comanches surgiram como um grupo distinto pouco tempo antes de 1700, quando se separaram dos shoshones que viviam ao longo do alto rio Platte, em Wyoming. Isto coincidiu com a sua aquisição do cavalo, que lhes permitiu uma maior mobilidade em sua procura por melhores campos para caça. Sua migração original os levou até as planícies meridionais, de onde se deslocaram ainda mais para o sul, abrangendo um território que foi do rio Arkansas ao Texas central; estas áreas ficaram conhecidas como Comancheria.
Durante este período sua população aumentou dramaticamente, devido à abundância de búfalos, ao influxo de migrantes shoshones, e da adoção de números significativos de mulheres e crianças capturadas de grupos rivais. Ainda assim, os comanches nunca formaram uma unidade tribal única e coesa; sempre estiveram divididos em cerca de doze grupos autônomos. Estes grupos partilhavam a mesma língua e cultura, porém lutavam entre si com quase a mesma frequência com que colaboravam uns com os outros.
O cavalo foi um elemento chave no surgimento de uma cultura comanche distinta, e já se sugeriu que teria sido a procura por fontes adicionais de cavalos entre os primeiros colonizadores da Nova Espanha, no sul, e não a procura por novas manadas de búfalos, que teria impulsionado os comanches a se separararem dos shoshones. Os comanches podem ter sido o primeiro grupo de nativos das Grandes Planícies a incorporaram por completo o cavalo à sua cultura, e a introduzir o animal aos outros povos da região.
No meio do século XIX já estavam fornecendo cavalos aos comerciantes e colonos franceses e americanos e, posteriormente, a migrantes que passavam pelo seu território, no caminho para a corrida do ouro na Califórnia. Muitos destes cavalos haviam sido roubados, e os comanches adquiriram uma reputação como formidáveis ladrões de cavalo e, mais tarde, de gado; isto fez surgir o tema Comanche Moon ("Lua comanche") para se referir à fase lunar em que a sua luz está mais clara, durante a qual os comanches costumavam praticar seus saques em busca de cavalos, cativos, armas ou simplesmente para espalhar o terror.

### Divisões

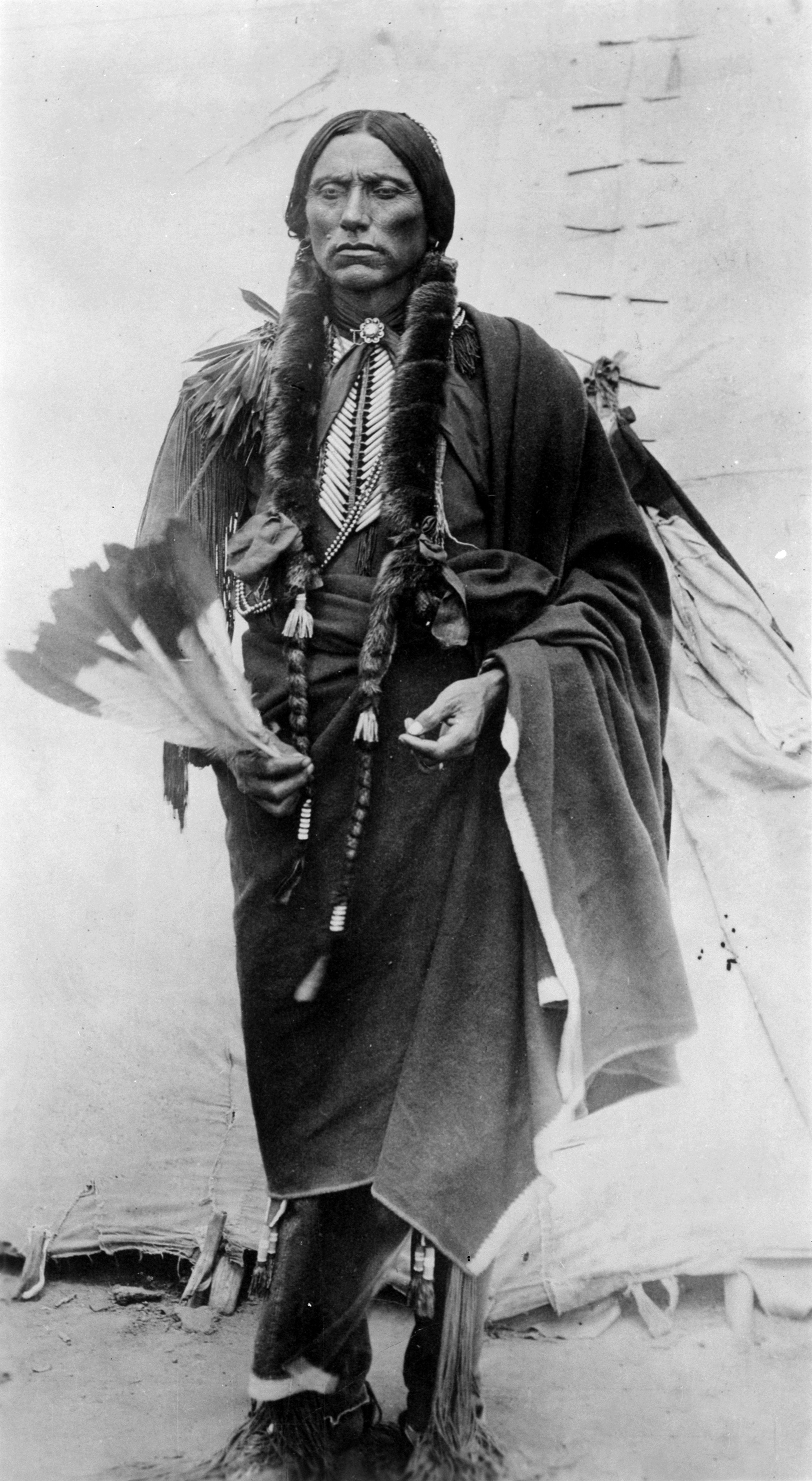
Quanah Parker, o último grande chefe dos índios comanche.

O bando era a unidade social primária dos comanches. Um típico bando podia ser composto de cerca de cem pessoas. Os bandos faziam partes de divisões maiores, ou tribos. Antes da década de 1750 existiam três divisões comanches: os yamparikas, os jupes e os kotsotekas. Nas décadas de 1750 e 1760 diversos bandos de kotsotekas haviam se separado e se dirigido rumo ao sudeste; isto resultou numa grande divisão entre o grupo original, os comanches ocidentais, e os kotsotekas que se separaram, e passaram a ser conhecidos como comanches orientais. Os comanches ocidentais viviam na região do alto rio Arkansas, do rio Canadian e do Rio Vermelho  (afluente do Rio Mississippi), e do Llano Estacado, enquanto os comanches viviam no Planalto de Edwards e nas planícies texanas do alto rio Brazos e do rio Colorado, e, a leste, até a região de Cross Timbers.
Ao longo do tempo estas divisões se alteraram de diversas maneiras; no início do século XIX os jupes desapareceram da história, provavelmente depois de se misturar às outras divisões. Muitos yamparikas se mudaram para o sudeste, juntando-se aos comanches orientais e passaram a ser conhecidos como tenewas. Muitos kiowas e apaches das planícies (ou naishans) se deslocaram para o norte da Comancheria, e se associaram aos yamparikas, enquanto um grupo de aparahos conhecidos como chariticas se fixou na Comancheria, juntando-se à sociedade comanche. Novas divisões surgiram, como os nokonas, ligados aos tenewas, e os kwahadas, que surgiram como uma nova facção no sul do Llano Estacado. A diferença entre comanches orientais e ocidentais também mudou durante este período, e surge uma nova distinção em torno do eixo norte-sul da Comancheria; um dos grupos mais meridionais foi o dos penatekas.
Todos estes nomes de divisões foram gravados de diversas maneiras por autores hispanófonos e anglófonos, e as diferenças de ortografia continuam até hoje. Estes agrupamentos de povos em grande escala se tornaram instáveis e pouco claros no decorrer do século XIX, à medida que a sociedade comanche passou a ser lentamente sobrepujada e, finalmente, subjugada pelos Estados Unidos.

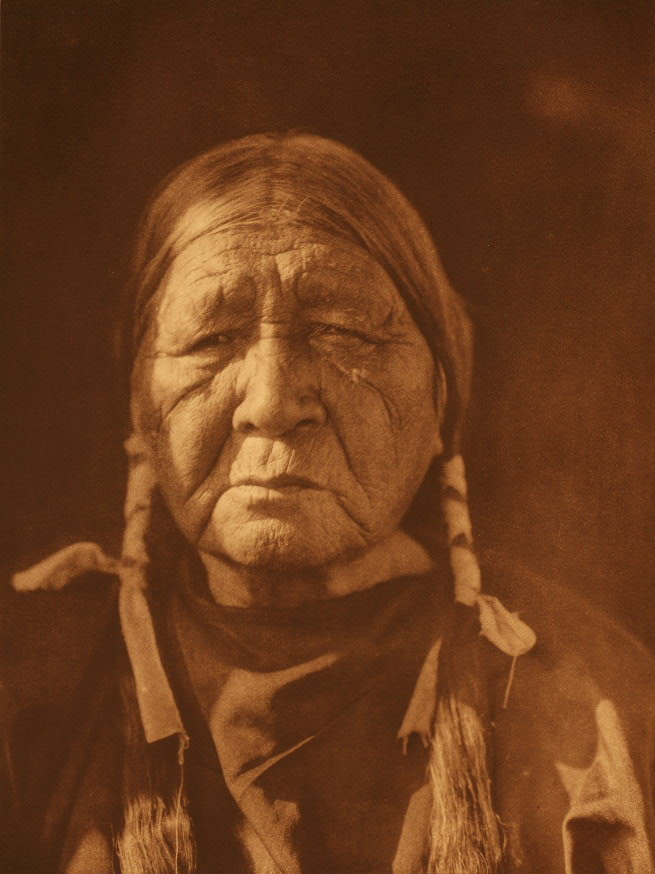
Uma comanche.